# Holstein-Gottorp (linea svedese)
Il Casato Holstein-Gottorp, ramo cadetto della dinastia degli Oldenburg, fu la dinastia che regnò sulla Svezia, dal 1751 al 1818, e sulla Norvegia, dal 1814 al 1818.
Nel 1743, Adolfo Federico di Holstein-Gottorp fu eletto principe ereditario di Svezia come concessione svedese alla Russia, una strategia per archiviare una pace accettabile dopo la disastrosa guerra di quell'anno. Diventò re di Svezia nel 1751.
Re Gustavo III, il maggiore dei figli maschi di Adolfo Federico, era entusiasta del fatto che attraverso la sua bis-bisnonna, Caterina Vasa, la loro dinastia discendeva dal Casato reale di Vasa. Espresse il desiderio che la loro casata fosse nota come Vasa, come nuova casata reale di Vasa e continuazione dell'originale. Ma le sue speranze non furono sufficienti per imporre questo cambiamento . Neppure gli storici concordano con Gustavo, e la casa è sempre stata indicata come Holstein-Gottorp.
Nel 1809, il figlio di Gustavo III, re Gustavo IV Adolfo fu deposto a seguito della perdita della Finlandia, e la dinastia scomparve dalla storia svedese con la morte di suo zio e suo successore, re Carlo XIII, nel 1818, che vide sotto il suo regno l'unificazione in un'unica Corona dei Regni di Svezia e Norvegia nel 1814. Nel 1810, Jean-Baptiste Jules Bernadotte, un maresciallo di Francia, fu adottato da re Carlo ed eletto principe ereditario, diventando re con il nome di Carlo XIV di Svezia e III di Norvegia e fondando la nuova ed attuale dinastia svedese, il Casato di Bernadotte.
Nel 1836, Gustavo, figlio del deposto Gustavo IV Adolfo, fu creato principe di Vasa in Austria. Tuttavia, l'uso di quel titolo cessò quando la sua unica figlia, Carola, morì senza figli.
Nel 1881, il matrimonio di Gustavo Bernadotte, re con il nome di Gustavo V di Svezia con la principessa Vittoria di Baden  unì il regnante casato di Bernadotte con una discendente del casato di Holstein-Gottorp, poiché Vittoria era una bisnipote del deposto Gustavo IV Adolfo.

## Re di Svezia
| Nome                              | Ritratto | Stemma | Monogramma | Nascita          | Regno            | Regno                       | Morte                       | Consorte                                                   | Note                                                       |
| Nome                              | Ritratto | Stemma | Monogramma | Nascita          | Inizio           | Termine                     | Morte                       | Consorte                                                   | Note                                                       |
| --------------------------------- | -------- | ------ | ---------- | ---------------- | ---------------- | --------------------------- | --------------------------- | ---------------------------------------------------------- | ---------------------------------------------------------- |
| Adolfo Federico Adolf Frederick   |          |        |            | 14 maggio 1710   | 25 marzo 1751    | 12 febbraio 1771            | 12 febbraio 1771            | Luisa Ulrica di Prussia (1720–1782)                        |                                                            |
| Gustavo III Gustav III            |          |        |            | 24 gennaio 1746  | 12 febbraio 1771 | 29 marzo 1792 (assassinato) | 29 marzo 1792 (assassinato) | Sofia Maddalena di Danimarca (1746–1813)                   |                                                            |
| Gustavo IV Adolfo Gustav IV Adolf |          |        |            | 1º novembre 1778 | 29 marzo 1792    | 29 marzo 1809 (abdicazione) | 7 febbraio 1837             | Federica di Baden (1781–1826)                              |                                                            |
| Carlo XIII Karl XIII              |          |        |            | 7 ottobre 1748   | 6 giugno 1809    | 5 febbraio 1818             | 5 febbraio 1818             | Edvige Elisabetta Carlotta di Holstein-Gottorp (1759–1818) | Poi anche Re di Norvegia come Carlo II dal 4 novembre 1814 |

## Re di Norvegia
| Nome             | Ritratto | Stemma | Nascita        | Regno           | Regno           | Morte           | Consorte                                                   | Note                                               |
| Nome             | Ritratto | Stemma | Nascita        | Inizio          | Termine         | Morte           | Consorte                                                   | Note                                               |
| ---------------- | -------- | ------ | -------------- | --------------- | --------------- | --------------- | ---------------------------------------------------------- | -------------------------------------------------- |
| Carlo II Karl II |          |        | 7 ottobre 1748 | 4 novembre 1814 | 5 febbraio 1818 | 5 febbraio 1818 | Edvige Elisabetta Carlotta di Holstein-Gottorp (1759–1818) | Già Re di Svezia come Carlo XIII dal 6 giugno 1809 |